# Gepard (súng bắn tỉa công phá)
Gepard là loại súng bắn tỉa công phá của Hungary nó được dùng để tấn công các mục tiêu cơ giới không bọc thép hay bọc thép nhẹ. Cùng với tầm hoạt động các viên đạn mà nó bắn ra có độ chính xác cũng như sơ tốc cao. Các khẩu Gepárd được thiết kế dựa trên các khẩu súng trường chống tăng trong chiến tranh thế giới thứ nhất được quân đội Anh phát triển để bắn các phương tiện cơ giới bọc thép. kể từ khi đó thì các loại súng trường chống tăng không còn được sử dụng nữa vì các loại tăng nặng hơn cũng có nghĩa là giáp dày hơn khiến cho các loại đạn nặng nhất cũng không thể xuyên thủng được. Tuy nhiên, năm 1987 quân đội Hungary đã tìm cách để phát triển một loại vũ khí nhỏ gọn di động có thể gây hư hại cho các mục tiêu bọc thép nhẹ. Một dụ án được triển khai bởi một kỹ sư quân khí, Trung tá Ferenc Földi, với kết quả là sự ra đời của khẩu Gepard.

## Mô tả
M1 là loại súng đầu tiên trong dòng Gepard được đưa vào sử dụng. Nó có một nòng dài để tăng độ chính xác, báng súng là một khung để giảm trọng lượng và sử dụng loại đạn 12.7 x 108 mm của Liên Xô. Tuy nhiên loại súng này buộc phải liên tục nạp đạn lại bằng tay sau mỗi lần bắn vì nó chỉ bắn phát một và không sử dụng hộp đạn rời. Để nạp đạn xạ thủ phải xoay, kéo thoi nạp đạn về sau để vỏ đạn cũ văng ra ngoài, và kéo kim điểm hỏa ra phía sau trước khi gắn viên đạn mới vào. Điều này làm mất nhiều thời gian để có thể quen và tốc độ bắn rất thấp. Một vấn đề khác là độ giật cực cao của loại M1 này. Vấn đề độ giật đã được cải thiên với một nòng có khả năng tự thu ngắn lại khi viên đạn ra khỏi nòng để hấp thu độ phản lực giống như nòng pháo. Tuy nhiên Gepárd vẫn cần có một ống nhắm được chế tạo đặc biệt có tầm nhìn xa dành cho loại súng này. Biến thể của nó là M1A1 có thêm một dây đeo và nòng dài hơn nhưng trọng lượng 21 kg của nó bị xem là quá nặng để linh hoạt khi chiến đấu.
M1 được xác định cơ bản là một loại súng bắn tỉa không dùng chủ yếu trong lĩnh vực quân sự mà chủ yếu trong lực lượng cảnh sát chống khủng bố và lực lượng đặc nhiệm những người có phương châm "Bách phát bách trúng". Việc bắn phát một khiến cho loại súng này giảm được nhiều hoạt động khác trong các bộ phận của nó khiến cho độ chính xác tăng lên, năm viên đạn bắn ra có thể trúng mục tiêu có bán kính khoảng 25 cm với khoảng cách 1.300 m. Quân đội Hungary đã quyết định mua 25 khẩu Gepárd M1 để sử dụng như một loại súng trường công phá nhưng không mua thêm bất kỳ biến thể nào nữa. Do trọng lượng lớn nên khẩu Gepárd M1 bị hướng dẫn là nên bỏ lại nếu phải rút lui mau chóng và chỉ cần tháo kim điểm hỏa và cò súng của nó thì khẩu súng sẽ hoàn toàn vô dụng cho dù có lọt vào tay kẻ thù vì linh kiện thay thế hầu như không có.
Phiên bản bán tự động là M2 sau đó đã được giới thiệu. Nó có thiết kế nòng ngắn hơn và trọng lượng nhẹ hơn. Thậm chí có một phiên bản là M2A2 dành cho lính dù và các lực lượng đặc nhiệm, do nó thể bắn khi ở ngang hông nhờ cơ chế hấp thụ phản lực. Với công nghệ chế tạo ống nhắm và tăng phạm vi nhắm đã phát triển (hay trên lý thuyết là như thế) cho phép các loại M2A2 bắn ngang hông được sử dụng để bảo vệ các nhân vật quan trọng. Cho dù loại đạn 12.7 x 108 mm là loại đạn rất mạnh, Fellegi nghĩ rằng nó vẫn không đủ mạnh. Ông đã ra lệnh thiết kế một biến thể khác là M3 sử dụng loại đạn 14.5 x 114mm. Với sức công phá và độ chính xác khá cao M3 là loại phổ biến nhất trong dòng súng Gepard.
Có hai mẫu khác được chế tạo sau đó. Khẩu M4 và M5 là loại được nâng cấp từ khẩu M2 với các vật liệu bền hơn và độ tin cậy cao hơn. Các mẫu mới này trông vuông vứt hơn và có màu thép đen trong khi các mẫu M1 đến M3 thường sơn màu xanh ô liu. Khẩu M5 sử dụng hệ thống thoi nạp đạn trượt dành cho các xạ thủ bắn tỉa và chỉ năng 13 kg, trong khi M4 là loại súng bắn tỉa công phá bán tự động. Hộp đạn tròn 10 viên của khẩu M2 và M3 đã bị thay bằng hộp đạn hình chữ nhật chứa 5 viên đạn. Các khẩu M4 và M5 sau này có thể bắn loại đạn 12.7 mm của cả Nga và NATO vì nòng súng của nó có thể tháo lắp.
Cuối cùng là mẫu M6. Loại súng này sử dụng loại đạn 14.5x114mm giống như khẩu M3 nhưng được làm bởi các vật liệu bền hơn và ống nhắm mạnh hơn. Khẩu M3 và M6 là loại súng công phá thực thụ vì độ chính xác cũng như sức mạnh của loại đạn 14.5 mm có thể công phá ở khoảng cách 1.500 m. Với sức mạnh đó nó có thể bắn rơi trực thăng, xuyên thủng APC hay phá hủy các trạm radar lưu động.

## Chế tạo
Lịch sử chế tạo Gepárd khá rắc rối. Vì phiên bản thử nghiệm của nó xuất hiện vào lúc khối Hệ thống xã hội chủ nghĩa đang tan rã và việc chế tạo nó chỉ được thực hiện vào đầu những năm 1990 lúc mà nền công nghiệp của Hungary đang bị thu hẹp trong quá trình chuyển đổi sang kinh tế thị trường. Mẫu đầu tiên được lắp ráp tại Vízgépészeti Vállalat (Công ty nhà nước Hydrotechnic). Việc sản xuất Gepárd hiện do Báthory-Épszolg Kft. đảm nhận nơi cũng chế tạo khẩu súng bắn tỉa Szép 7,62×51mm NATO cho quân đội Hungary và các lực lượng cảnh sát chống khủng bố.